# Baltazaria albomaculata
Baltazaria albomaculata är en stekelart som beskrevs av Setsuya Momoi 1970. Baltazaria albomaculata ingår i släktet Baltazaria och familjen brokparasitsteklar. Inga underarter finns listade.